# ナイフをひねれば
『ナイフをひねれば』（ナイフをひねれば、原題：The Twist of a Knife）は、2022年に刊行されたイギリスの小説家アンソニー・ホロヴィッツの推理小説。ホーソーン&ホロヴィッツ シリーズの第4作である。

## 物語
ロンドンの劇場でホロヴィッツ（わたし）作『マインドゲーム』の公演が始まる。初日の夜、来場した嫌われ者の女劇評家ハリエットは酷評してわたしを落ち込ませる。翌朝、その劇評家の死体が発見された。凶器はわたしが劇関係者から贈られた短剣であるらしい。かねてより不仲の女性警部に逮捕されたわたしは、何度も活躍を小説化した探偵ホーソーンに助けを求める。

## 登場人物

### ヘイウッド事件
エイド（エイドリアン）・ウェルズ
「ブリストル・アーガス」誌の編集長。ハリエットの元上司。
フランク・ヘイウッド
「ブリストル・アーガス」誌の芸術担当記者。料理店で中毒死。

### オールデン事件
フィリップ・オールデン
モクサム小学校の副校長。落下した記念像で打撲死。
ロージー（ローズマリー）・オールデン
モクサム小学校の副校長夫人。フィリップの妻。
スティブン・ロングハスト
モクサム小学校の生徒。障害致死犯として少年院で服役済み。
ウェイン・ハワード
スティブンの年上の悪友。同じく服役済み。
トレバー・ロングハスト
スティブンの父。ウェインを主犯と主張、スティブンの罪軽減を工作。
アナベル・ロングハスト
スティブンの母。
ジョン・ランブリー
モクサム館の管理人。英国地主のようなベストに洒落たスカーフ、高そうな長靴を履いている。

### スロスビー事件
ハリエット・スロスビー
辛辣な女流劇評家。ホロヴィッツ作の舞台『マインドゲーム』を酷評した直後に刺殺。
アーサー・スロスビー
ハリエットの夫。教師。
オリビア・スロスビー
ハリエットの娘。同性であるスカイのことが好きで交際している。
スカイ・パルマー
若手女優。裕福な恰好で膝下までのブーツ、宝飾品を日替わりで身に着け、羨望の目を集める美人。
チリアン・カーク
若手俳優。ホロヴィッツの脚本に難色を示し役を降りた過去が複数回ある。
ジョーダン・ウィリアムズ
中堅俳優。アメリカ先住民保護区の出身。チリアンと不仲。
アメフト・ユルダクル
舞台劇の制作者。トルコ系。
モーリン・ベイツ
アメフトの秘書兼助手の女性。
マーティン・ロングハスト
スロスビー事件を起こしたスティブンの兄。アメフトの会計士。
ユアン・ロイド
舞台劇の演出家。
キース
劇場の楽屋口番兼受付。

### 主人公周辺
ダニエル・ホーソーン
名探偵。
アンソニー・ホロヴィッツ
語り手。作家・脚本家。
ジル・グリーン
アンソニーの妻。
ヒルダ・スターク
アンソニーの対出版社の代理人兼マネジャー。
ケビン・チャクラボルテ
ホーソーンの隣人。凄腕のハッカー。
カーラ・グランショー
黒人の女性警部。ホロヴィッツを目の敵にしている。
ダレン・ミルズ
白人男性の若手巡査。警部の腰巾着でホロヴィッツとホーソーンにも慇懃無礼。